# The Osbournes

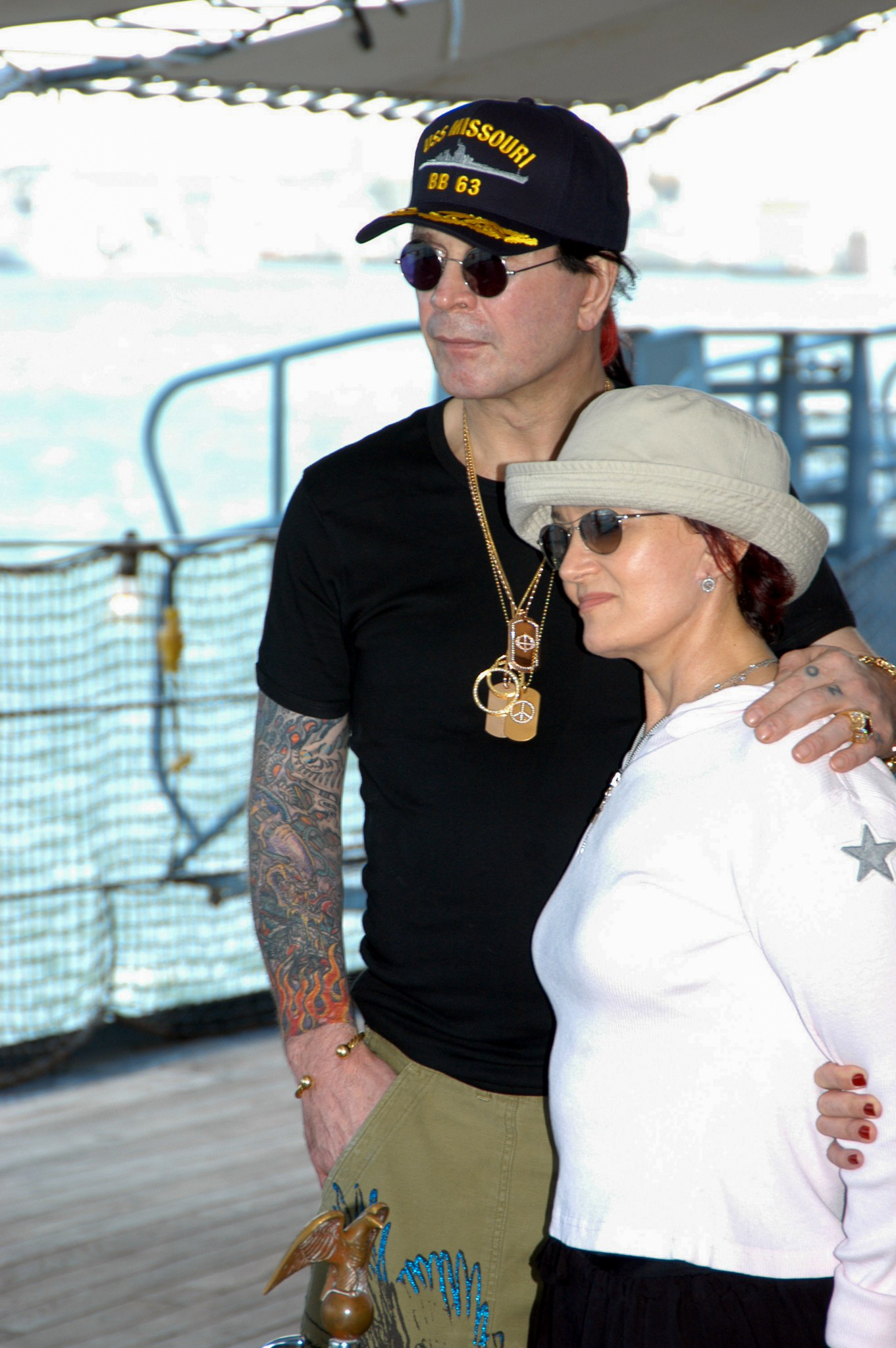
Ozzy Osbourne en zijn vrouw Sharon tijdens opnamen van The Osbournes in Pearl Harbor, Hawaï

The Osbournes was een realitysoap die destijds van 2002 tot 2005 op MTV werd uitgezonden. Ze draaide rond de Britse rockzanger Ozzy Osbourne, zijn vrouw Sharon Osbourne en kinderen Jack en Kelly Osbourne.

## Concept
Ozzy Osbourne was vóór de serie van start ging al jarenlang een beroemde rockster in de groep Black Sabbath en had ook een succesrijke solocarrière weten op te bouwen. Het idee om het gewone leven van de rockzanger met camera's te volgen kwam van zijn vrouw, Sharon. Behalve Ozzy en zijn vrouw werden ook hun tienerkinderen Jack en Kelly gefilmd. Hun oudste dochter, Aimee, weigerde haar medewerking aan het programma en zij is dus in de hele reeks nooit te zien.
"The Osbournes" werd berucht vanwege het excentrieke gedrag van de familie en hun veelvuldig gevloek. Alle leden van het gezin werden er wereldberoemd mee. Critici vonden echter dat de realityreeks niet het werkelijke leven van de familie weergaf. Zo zouden enkel de markantste momenten via montage achter elkaar gezet zijn en werden bepaalde dingen ook in scène gezet.
De reeks was destijds een groot succes en de eerste reality-reeks rond een beroemde familie. Dit concept zou in het buitenland veelvuldig geïmiteerd worden, zoals De Pfaffs in Vlaanderen en De Bauers in Nederland.
Dankzij het succes van de reeks wist Sharon Osbourne een carrière als presentatrice uit te bouwen en Kelly Osbourne als zangeres.
Het programma won in 2002 een Emmy Award als "Beste Reality-reeks".

## Muziek
De openingstune en soundtrack wordt verzorgd door Pat Boone, een voormalige buurman van Ozzy Osbourne, met een cover van Ozzy genaamd: Crazy Train. Zie ook: No More Mr. Nice Guy .